# Cantonisti

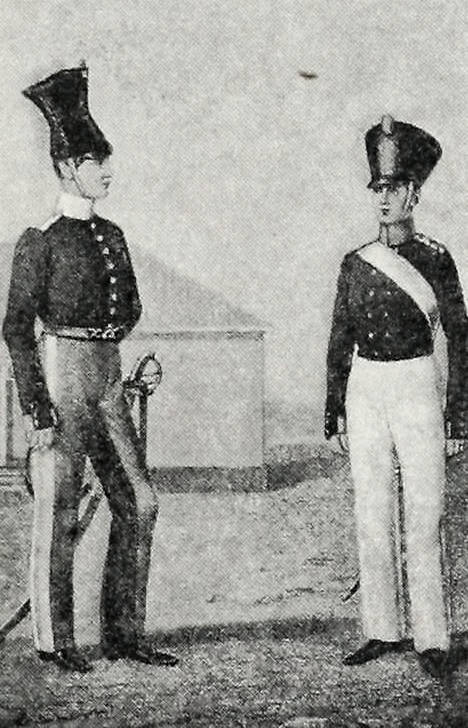
Cantonisti in divisa in una stampa

I Cantonisti (in russo кантонисты?; più propriamente: военные кантонисты, "Cantonisti militari") erano i figli minorenni dei coscritti dell'Impero russo. Dal 1721 in poi furono educati in speciali "scuole cantonali" (Кантонистские школы) per il futuro servizio militare (queste nel XVIII secolo vennero chiamate scuole di guarnigione). Le scuole cantonali e il sistema Cantonista furono infine aboliti nel 1857, in seguito della critica pubblica, oltre che internazionale, e della sconfitta russa nella guerra di Crimea.

## Storia

### Scuole Cantoniste durante il XVIII secolo e l'inizio del XIX secolo
Le scuole cantoniste furono istituite con il decreto dello zar Pietro il Grande del 1721, il quale stabilì che ogni reggimento era tenuto a mantenere una scuola per 50 ragazzi. Questo numero fu aumentato nel 1732, e i limiti d'età furono fissati dai 7 ai 15 anni. Le materie insegnate includevano grammatica e aritmetica, e a seconda delle attitudini personali venivano insegnate anche artiglieria, fortificazione, musica e canto, scrittura, veterinaria equina o meccanica. A chi era privo di questi talenti venivano insegnati i mestieri del falegname, del fabbro, del calzolaio e altri lavori militarmente utili. Per i più capaci la scuola durava per ulteriori 3 anni, fino all'età di 18 anni. Tutti entravano in servizio militare al termine dei loro studi. Un decreto del 1758 disponeva che tutti i figli maschi del personale militare fossero istruiti nelle scuole cantoniste. Nel 1798 a San Pietroburgo fu istituito un "asilo-orfanotrofio" militare; dopo di ciò tutte le scuole reggimentali furono ribattezzate e le iscrizioni totali raggiunsero le 16 400 persone.
Le scuole furono riorganizzate nel 1805 e da questo punto in poi tutti i bambini furono indicati come cantonisti. Dopo la guerra del 1812 il loro numero aumentò drammaticamente poiché molti bambini, orfani di militari caduti in guerra, si iscrissero volontariamente alle scuole cantoniste. Durante questo periodo le materie insegnate nelle scuole cantoniste erano equivalenti a quelle del ginnasio, e le materie militari non venivano insegnate.
Nel 1824 tutte le scuole cantoniste furono poste sotto la responsabilità del Direttore degli Insediamenti Militari, il Conte Aleksej Arakceev, e nel 1826 furono riorganizzate in battaglioni cantonisti. Gli standard d'insegnamento scesero in modo significativo e l'insegnamento venne limitato alle materie utili in ambito militare.
Durante il regno di Nicola I di Russia il numero dei cantonisti raggiunse i 36.000. Diversi battaglioni cantonisti si specializzarono: vennero addestrati artiglieri, ingegneri, chirurghi militari, cartografi.
Altri bambini furono aggiunti alla categoria dei cantonisti: in alcun casi vi furono compresi anche figli di soldati congedati, figli illegittimi di compagni dei militari o delle loro vedove, o anche semplici trovatelli.
C'erano diverse esenzioni:
1. I figli legittimi degli ufficiali di Stato Maggiore e tutti gli ufficiali decorati con l'Ordine di San Vladimiro di 4ª classe.
2. Un solo figlio di un ufficiale minore di Stato Maggiore sul numero totale dei suoi figli, se non aveva figli nati dopo il suo raggiungimento del grado di ufficiale.
3. Un solo figlio di un giovane ufficiale mutilato in battaglia.
4. Un solo figlio di una vedova di un ufficiale subalterno o di un militare ucciso in azione o deceduto durante il servizio.

Erano presenti notevoli differenze negli obblighi di servizio cantonali:
- I figli dei nobili dovevano servire per 3 anni al termine dei loro studi.
- I figli di alti ufficiali per 6 anni.
- I figli di appartenenti al clero per 8 anni.
- Tutte le altre categorie sociali per 25 anni.

## Cantonismo e minoranze etniche
Vigeva la coscrizione forzata di reclute al di sotto dell'età consentita appartenenti a popolazioni indigene o a minoranze, come i Vecchi Credenti, gli zingari, i comuni vagabondi dal 1805, gli ebrei dal 1827 e i polacchi dal 1831.
C'erano alcune differenze significative nel trattamento di ebrei e non ebrei: chi non lo era veniva obbligato a fornire coscritti tra i 18 e i 35 anni, mentre per gli ebrei i limiti d'età erano posti tra i 12 e i 25 anni, e la qahal ebraica poteva comunque scegliere i coscritti a propria discrezione a partire da qualsiasi età volesse. In questo modo, nella pratica, i bambini ebrei erano spesso arruolati all'età di 8 o 9 anni. Questo sistema creò un numero sproporzionato di cantonisti ebrei e smentì l'obiettivo utilitaristico dell'istituto: arruolare i ragazzi più suscettibili all'influenza esterna e quindi assimilarli.

### Ebrei
Dopo il 1827 il termine fu applicato sia ai ragazzi ebrei che ai caraiti, i quali vennero arruolati nel servizio militare all'età di 12 anni e collocati nelle scuole cantoniste per la loro istruzione militare di sei anni. Come tutti gli altri coscritti essi dovevano servire nell'esercito imperiale russo per 25 anni dopo il completamento dei loro studi (nel 1834 il termine fu ridotto a 20 anni, più cinque anni di riserva e nel 1855 fu ridotto a 12 anni più tre anni di riserva). Secondo lo "Statuto sul dovere di coscrizione" firmato dallo zar Nicola I di Russia il 26 agosto (7 settembre secondo il nuovo calendario) 1827, gli ebrei vennero resi personalmente responsabili del servizio militare loro richiesto, e furono soggetti alla stessa quota di arruolamento di tutti gli altri possidenti ("сословие", sosloviye) soggetti a imposta nell'Impero russo. Il numero totale di coscritti era così uniforme per tutte le popolazioni (quattro coscritti per ogni mille soggetti); tuttavia il reclutamento effettivo fu implementato dalle qahal locali, e perciò vi fu un numero sproporzionato di coscritti ebrei sotto l'età consentita.
In seguito all'insurrezione polacca del 1831 e fino al 1832 vi fu l'arruolamento di ragazzi polacchi nell'esercito imperiale russo: molti figli di prigionieri politici e alcuni ragazzi di strada delle città catturate furono rapiti e assegnati alle scuole cantoniste, con l'intento di russificarli.
La stragrande maggioranza degli ebrei entrò nell'Impero russo attraverso i territori acquisiti a seguito della spartizione della Polonia del 1790; i loro diritti civili furono fortemente limitati (si veda Zona di residenza). La maggior parte di essi ignorava la lingua ufficiale russa. Prima del 1827 gli ebrei erano tassati il doppio in sostituzione dell'obbligo di servire nell'esercito e la loro inclusione nella leva avrebbe dovuto alleviare questo peso fiscale. Tuttavia il numero di reclute ridusse il numero di giovani uomini che potevano servire come forza lavoro, e ciò, in combinazione con le restrizioni politiche, portò ad una diffusa indigenza.
La Russia era divisa in "zone di coscrizione": settentrionale, meridionale, orientale e occidentale, e l'arruolamento era annunciato ogni anno in solo una di queste zone. La zona di residenza degli ebrei non era soggetta a coscrizione negli anni a riposo, quindi la coscrizione in generale e dei cantonisti in particolare si verificava una volta ogni quattro anni, tranne che durante la guerra di Crimea, quando la coscrizione fu annuale. Il primo arruolamento del 1827 coinvolse circa 1.800 coscritti ebrei; per decisione del qahal la metà di loro erano bambini. Nel 1843 il sistema di coscrizione fu esteso al Regno di Polonia che precedentemente ne era esentato.

#### Tensioni all'interno della comunità ebraica
Il 'decreto del 26 agosto 1827' rendeva gli ebrei responsabili del servizio militare e permetteva la loro coscrizione tra i 12 e i 25 anni. Ogni anno la comunità ebraica doveva fornire 4 reclute ogni 1 000 abitanti. Furono imposte rigide quote a tutte le comunità e ai qahal venne affidato il compito di attuare la coscrizione all'interno delle comunità ebraiche. Dal momento che i membri della gilda mercantile, i coloni agricoli, gli operai nelle fabbriche, il clero e tutti gli ebrei con istruzione secondaria erano esentati e i ricchi corrompevano chi di dovere affinché i loro figli non venissero arruolati, erano disponibili meno potenziali coscritti; la politica adottata perciò acuì profondamente le tensioni sociali interne alla comunità ebraica. Cercando di proteggere l'integrità socio-economica e religiosa della società ebraica, le qahal fecero del loro meglio per includere "ebrei non utili" nelle liste di coscrizione di modo che le famiglie della classe media che pagavano più tasse fossero prevalentemente esenti dalla coscrizione, mentre gli ebrei singoli, così come gli "eretici" (individui influenzati dalla Haskalah), i poveri, i reietti e i bambini orfani venivano maggiormente arruolati. Esse hanno usato il loro potere per reprimere le proteste e intimidire potenziali informatori che cercarono di far notare l'arbitrarietà delle qahal al governo russo. In alcuni casi gli anziani delle comunità uccisero gli informatori più pericolosi (vedasi il caso Ushitsa del 1836), e si svilupparono casi di mesirah.
La regola della rotazione delle zone fu sospesa durante la guerra di Crimea, quando la coscrizione divenne annuale. Durante questo periodo i capi qahal presero alle loro dipendenze informatori e rapitori (russi: "ловчики", lovchiki, khappers), poiché molti potenziali coscritti preferivano fuggire piuttosto che sottomettersi volontariamente. Quando le quote non potevano essere rispettate, spesso erano presi bambini più piccoli di 8 anni o meno ancora.

#### Formazione e pressioni per convertirsi

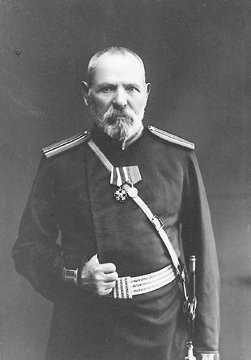
Herzel Yankel Tsam, una delle sole otto eccezioni registrate nell'esercito russo nel XIX secolo di cantonisti ebrei che sono saliti al grado di ufficiale senza prima convertirsi al cristianesimo. Arruolato come un cantonista a 17 anni, divenne ufficiale nel 1873. Non gli fu concessa alcuna promozione oltre il capitano fino al suo pensionamento dopo 41 anni di servizio, quando gli fu assegnato il grado e la pensione di colonnello. Nonostante le pressioni, non si è mai convertito.

Tutti i cantonisti erano istituzionalmente sottoalimentati e incoraggiati a rubare il cibo alla popolazione locale, in emulazione alla costruzione spartana del carattere. Nel 1856 un cantonista ebreo, Khodulevich, riuscì a rubare l'orologio dello zar durante la parata militare a Uman. Non solo non fu punito, ma gli fu data una ricompensa di 25 rubli per la sua abilità.
I ragazzi delle scuole cantoniste ricevevano una formazione estensiva della grammatica russa (e talvolta della letteratura) e della matematica, in particolare della geometria necessaria nel servizio navale e di artiglieria. Coloro che mostravano attitudine per la musica erano addestrati nel canto e nella musica strumentale, poiché l'esercito imperiale aveva una grande richiesta di bande di fiati e cori militari. Alcuni reggimenti di cavalleria mantenevano bande equestri di suonatori di torban, forniti loro dalle scuole cantoniste. Alcune scuole cantoniste istruivano anche i meccanici per le armi da fuoco, veterinari equini e amministratori.
La politica ufficiale era quella di incoraggiare la loro conversione alla religione di stato, il cristianesimo ortodosso, e ragazzi ebrei furono costretti al battesimo. Poiché il cibo kosher non era disponibile, i cantonisti ebrei si trovarono di fronte alla necessità di abbandonare le proprie leggi alimentari. Inizialmente le conversioni furono poche, ma dopo l'escalation delle attività missionarie nelle scuole cantoniste nel 1844, circa un terzo di tutti i cantonisti ebrei decise di convertirsi. Anche i ragazzi cattolici polacchi erano soggetti a pressioni simili per convertirsi e assimilarsi, giacché l'Impero russo era ostile al cattolicesimo e al nazionalismo polacco.

### Durante l'era degli insediamenti militari
Durante la dirigenza degli insediamenti militari di Arakcheev (1809-1831) i contadini indigeni che si trovarono nel territorio di un insediamento militare furono soggetti all'incorporazione nell'esercito in vari modi. In particolare i bambini indigeni (sotto i 18 anni) erano considerati cantonisti militari e divisi in tre gruppi di età: minore (sotto i 7 anni), medio (8-12 anni) e maggiore, e quest'ultimo gruppo era assegnato alla scuola militare dell'insediamento. I minori rimasero con i genitori, mentre gli orfani minori furono trasferiti ai coloni militari, con un premio di 10 rubli. Tutti i neonati maschi divennero automaticamente cantonisti. Più tardi si comprese che invece di 11 anni di formazione militare ne erano sufficienti 8, di conseguenza i gruppi d'età vennero cambiati: sotto i 10 anni, sotto i 14 anni e sotto i 18 anni.

## Nell'esercito
Per tutti i cantonisti il mandato di 25 anni iniziava dopo aver raggiunto l'età di 18 anni e venivano reclutati nell'esercito.
Le norme discriminatorie assicuravano che gli ebrei non convertiti fossero esentati dalle promozioni nell'esercito. Secondo Benjamin Nathans:
Agli ebrei che si rifiutavano di convertirsi fu impedito di ascendere al di sopra del grado di "унтер-офицер", cioè sottufficiale; solo otto eccezioni sono state registrate nel corso del XIX secolo. Queste restrizioni rimasero inalterate fino alla Rivoluzione di febbraio nel 1917.
Alcuni cantonisti battezzati alla fine raggiunsero alti ranghi nell'esercito e nella marina imperiale; tra loro vi furono i generali Arnoldi e Zeil, e gli ammiragli Kaufman, Sapsay e Kefali.

### Riferimenti letterari
La vita dei cantonisti è stata talvolta descritta nei classici della letteratura yiddish e russa.
Alexander Herzen in "Il passato e i pensieri" descrisse il suo cupo incontro con i cantonisti ebrei. Durante il suo esilio nel 1835 a Vyatka, Herzen incontrò un'unità di cantonisti ebrei emaciati, dell'età di circa 8 anni, che marciavano verso Kazan'. Il loro (compassionevole) ufficiale si lamentava che un terzo di loro erano già morti.
Nikolaj Semënovič Leskov descrisse dei cantonisti ebrei minorenni nel suo racconto del 1863 "Il pecorone" (Ovtsebyk).
L'agonia dei bambini polacchi incorporati nell'esercito imperiale russo è stata raccontata nel poema narrativo di Juliusz Słowacki, "Anhelli" .

## Abolizione e risultati della politica cantonale
La politica cantonista fu abolita per decreto dello zar Alessandro II il 26 agosto 1856 all'indomani della sconfitta russa nella guerra di Crimea, che rese evidente la necessità di modernizzare le forze militari russe. Tuttavia l'arruolamento dei bambini durò fino al 1859. Tutti i cantonisti non convertiti e le reclute di età inferiore ai 20 anni vennero restituiti alle loro famiglie. I cantonisti convertiti minorenni furono dati ai loro padrini.
Si stima che tra i 30.000 e i 70.000 ragazzi ebrei abbiano servito come cantonisti, quindi in numero sproporzionatamente alto rispetto al numero totale di cantonisti. I ragazzi ebrei comprendevano circa il 20% dei cantonisti nelle scuole di Riga e Vicebsk, e ben il 50% nelle scuole di Kazan' e Kiev. Una stima generale per gli anni 1840-1850 sembra essere stata di circa il 15% sul totale. In generale un numero sproporzionato di reclute era ebreo (dieci per mille della popolazione maschile ebraica rispetto al sette per mille generale), ma il numero fu triplicato durante la guerra di Crimea (1853-1856).
Alla conclusione del termine di coscrizione, gli ex cantonisti furono autorizzati a vivere e possedere terra ovunque nell'Impero, al di fuori della zona di residenza. Ad esempio, le prime comunità ebraiche in Finlandia erano formate da cantonisti ebrei che avevano completato il loro servizio. Il tasso di conversione era generalmente alto, circa un terzo, così come l'eventuale matrimonio misto. La maggior parte non tornò mai nelle loro case.

## Statistiche
Di seguito il numero di cantonisti ebrei reclutati nel 1843-1854, secondo le statistiche del Ministero della Guerra russo. Nei soli undici anni sotto elencati, sono stati arruolati un totale di 29.115 bambini. Sulla base di questi dati è stato stimato che tra il 1827 e il 1856 essi fossero oltre 50.000.
| Anno | N.    |
| ---- | ----- |
| 1843 | 1.490 |
| 1844 | 1.428 |
| 1845 | 1.476 |
| 1846 | 1.332 |
| 1847 | 1.527 |
| 1848 | 2.265 |
| 1849 | 2.612 |
| 1850 | 2.445 |
| 1851 | 3.674 |
| 1852 | 3.351 |
| 1854 | 3.611 |

## Cultura di massa
- Il cantonista (in russo Кантонисты?) è un film del 1917; dramma storico, del regista e sceneggiatore Aleksandr Arkatov